# NGC 7432
NGC 7432 est galaxie elliptique située dans la constellation de Pégase. Sa vitesse par rapport au fond diffus cosmologique est de 7 183 ± 26 km/s, ce qui correspond à une distance de Hubble de 105,9 ± 7,4 Mpc (∼345 millions d'al). NGC 7432 a été découverte par l'astronome germano-britannique William Herschel en 1785.
Selon la base de données Simbad, NGC 7432 est une radiogalaxie.
En raison d'une brillance de surface égale à 14,01 mag/am2, on peut qualifier NGC 7432 de galaxie à faible brillance de surface (LSB en anglais pour low surface brightness). Les galaxies LSB sont des galaxies diffuses (D) avec une brillance de surface inférieure de moins d'une magnitude à celle du ciel nocturne ambiant.

## Groupe de galaxies?
Trois autres galaxies se trouvent dans la même région du ciel, dont LEDA 4677180 superposée à NGC 7432. Les deux autres galaxies sont LEDA 1424074 et ASK 142510.0. Les distances de Hubble de ces galaxies sont 105,42 ± 7,39 (∼) pour LEDA 4677180, 105,89 ± 7,42 (∼) pour LEDA 1427074 et 107,56 ± 7,55 (∼) pour ASK 142510.0. Les distances de ces quatre galaxies sont donc similaires et elles pourraient former un groupe de galaxies, mais aucune des sources consultées ne le mentionne.